# Tribunal administratif des marchés financiers
Le Tribunal administratif des marchés financiers est un tribunal administratif québécois créé en vertu de la Loi sur l'encadrement du secteur financier. Il s'agit du tribunal spécialisé de l'Autorité des marchés financiers et il entend des causes en vertu des pouvoirs confiés à l'AMF. Il a aussi des compétences dans le domaine du droit des valeurs mobilières et en matière de réglementation des instruments dérivés.  